# Ulrich Knörr
Ulrich Knörr (* 1960 in Ansbach) ist ein deutscher evangelischer Kirchenmusiker und Organist. Er ist derzeitiger Landeskirchenmusikdirektor der Evangelisch-Lutherischen Kirche in Bayern.

## Leben
Ulrich Knörr studierte evangelische Kirchenmusik (A-Examen) an der Hochschule für Musik und Theater in München bei Klemens Schnorr (Orgel), Franz Massinger (Klavier), Max Frey (Chorleitung), Robert Maximilian Helmschrott (Tonsatz), sowie bei Diethard Hellmann und Fritz Schieri.
Er war 1983 zweiter Preisträger des Internationalen Wettbewerbs junger Kirchenmusiker in Fürth. Ab 1984 war er für zehn Jahre Kirchenmusiker an St. Mang in Kempten. Er wurde 1993 zum Kirchenmusikdirektor ernannt. 1994 ging er als Dekanatskantor und Leiter der Internationalen Orgelkonzerte nach St. Jakob in Rothenburg ob der Tauber. Er übte zudem eine langjährige Lehrtätigkeit an der Musikhochschule in München für die Fächer Geschichte der Evangelischen Kirchenmusik und Chorliteraturkunde aus. Im Jahr 2011 wurde er zum stellvertretenden Landeskirchenmusikdirektor der Evangelisch-Lutherischen Kirche in Bayern ernannt.
Seit 1. Februar 2017 ist er Landeskirchenmusikdirektor. Er übernahm das Amt von seinem Vorgänger Michael Lochner. Die Hochschule für evangelische Kirchenmusik Bayreuth ernannte Ulrich Knörr 2021 zum Honorarprofessor.